# Amazoninezia
Amazoninezia (Inezia subflava) är en fågel i familjen tyranner inom ordningen tättingar.

## Utseende och läte
Amazoninezian är en liten tyrann med en lång stjärt som ofta hålls rest. Ryggen är olivbrun, undersidan gul och på vingarena syns två vita vingband. På huvudet syns breda vita ringar kring ögonen som formar "glasögon". Sången består av periodiska serier med snabba och ljusa "pit-chew", ofta framförda i duett.

## Utbredning och systematik
Amazoninezia delas in i två underarter:
- Inezia subflava obscura – förekommer från ostligaste Colombia till sydvästra Venezuela och angränsande nordvästra Brasilien
- Inezia subflava subflava – förekommer i södra Amazonområdet i Brasilien och nordöstra Bolivia (nordöstra Beni och nordöstra Santa Cruz)

## Levnadssätt
Amazoninezian hittas alltid nära vatten, till exempel i buskage intill sjöar och framför allt på flodöar. Där ses den födosöka i undervegetationen.

## Status och hot
Arten har ett stort utbredningsområde, men tros minska i antal, dock inte tillräckligt kraftigt för att den ska betraktas som hotad. Internationella naturvårdsunionen IUCN listar arten som livskraftig (LC).

## Namn
Den amerikanska ornitologen George Cherrie som beskrev artens släkte gav det namnet Inezia för att hedra sin dotter Enriqueta Iñez Cherrie (född 1898).